# Сёреньи, Имре
Имре Сёреньи (венг. Szörényi Imre), немецкий вариант — Эмерих Теодор Сорени (20 мая 1905, Вагмеденц, Австро-Венгрия — 17 января 1959, Будапешт, Венгрия) — венгерский биохимик, член Венгерской АН (1951—1959).

## Биография
Родился 20 мая 1905 года в Вагмеденце. Учился в Будапештском университете (окончил в 1927 году). С 1928 по 1929 год работал в терапевтических клиниках Будапешта и Дортмунда, в 1930 году переехал сначала в Швейцарию, а потом в Германию, где с 1930 по 1933 год работал в терапевтических клиниках Базеля и Берлина. В связи со сменой власти в Германии и приходом к власти нацистов Теодор Сорени эмигрировал в УССР, где он работал вплоть до 1949 года — с 1934 года в должности научного сотрудника Института биохимии, а с 1944 года заведовал лабораторией тканевых белков. В 1941 году в связи с началом ВОВ Теодор Сорени был эвакуирован в Башкирскую АССР, там, близ Уфы, известный биохимик прожил 2 года; с 1943 по 1944 год он жил в Москве, а в 1944 году вернулся в Киев. Во время работы в УССР Теодор Сорени организовал Институт биохимии Венгерской АН и по возвращении в Венгрию в 1949 году открыл его в Будапеште. В нём же до 1959 года он занимал должность директора.
В 1950 году Эмерих Сорени вместе с семьёй поехал в Киев на симпозиум, и там у него произошёл первый инфаркт миокарда, в связи с чем ему пришлось на несколько лет остаться в этом городе. Вернуться в Венгрию удалось лишь в 1953 году.
Скоропостижно скончался 17 января 1959 года от второго инфаркта миокарда.
Семья
Жена — Бронислава Шраер, гражданка СССР; их сын — литературовед Омри Ронен.

## Научные работы
Основные научные работы посвящены проблемам тканевого обмена и ферментологии.
- Впервые получил в кристаллической форме фермент АТФ—аргининферазу.
- Изучал дыхание клетки и механизм эффекта Пастера.
- Изучал свойства ряда кристаллических ферментов мышц, их структуру и активные центры.
- Совместно с М. Ф. Гулым исследования по химии антибиотика микроцида.

## Награды и премии
- Сталинская премия третьей степени (1952) — за создание и внедрение в медицинскую практику нового лекарственного препарата